# Lidia Torrent
Lidia Torrent Anka (Barcelona, 16 de agosto de 1994) es una presentadora y colaboradora de televisión española. Es principalmente conocida por haber copresentado First Dates (2016-2023) junto a Carlos Sobera, además de sus colaboraciones en otros espacios televisivos.

## Biografía
Nacida en Barcelona en 1994 como la hija de la presentadora Elsa Anka y Miquel Torrent, comenzó a estudiar Criminología, pero decidió dejarlo para comenzar una formación en Publicidad, marketing y relaciones públicas, y arrancar su carrera profesional como periodista antes de lanzarse al mundo de las redes sociales.
En verano de 2019 comenzó una relación con el futbolista Jaime Astrain, quienes tuvieron una hija en noviembre de 2022.

## Trayectoria profesional
Su trayectoria televisiva comenzó de la mano de Mediaset España, primeramente como colaboradora del debate de Gran Hermano 15 (2014), donde también entró en la casa como falsa concursante en una prueba. Meses después comenzó a colaborar en el programa Pecadores, presentado por Mónica Martínez en Cuatro.
Su éxito como profesional en televisión le llegó como copresentadora del programa First Dates a partir de 2016, junto a Carlos Sobera, al cual sustituyó como presentador cuando se ausentaba del espacio. Se mantuvo en el show hasta la primavera de 2023, cuando lo abandonó para centrarse en otros proyectos. Además, también fue colaboradora y presentadora de los programas basados en el anterior: First Dates: Crucero (2020-2022) y First Dates: Hotel (2024).
En 2016 se anunció que sería una de las presentadoras de las Campanadas de fin de año en televisión para Mediaset España. En enero de 2022 se incorporó como presentadora a las galas del última hora del reality show Secret Story: La casa de los secretos en sustitución de Lara Álvarez. Ese mismo año, realizó un cameo en la película El juego de las llaves, dirigida por Vicente Villanueva.
En enero de 2025 debutó en Televisión Española como concursante del programa Bake Off: Famosos al horno.

## Filmografía

### Televisión
| Año       | Título                                 | Notas          |
| --------- | -------------------------------------- | -------------- |
| 2014      | Gran Hermano: El Debate                | Colaboradora   |
| 2015      | Gran Hermano VIP: El Debate            | Colaboradora   |
| 2015      | Pecadores                              | Colaboradora   |
| 2016–2023 | First Dates                            | Copresentadora |
| 2016–2017 | Campanadas de fin de año en televisión | Presentadora   |
| 2020–2022 | First Dates: Crucero                   | Copresentadora |
| 2022      | Secret Story: La casa de los secretos  | Presentadora   |
| 2024      | First Dates: Hotel                     | Copresentadora |
| 2025      | Bake Off: Famosos al horno             | Concursante    |

### Cine
| Año  | Título                 | Personaje | Notas |
| ---- | ---------------------- | --------- | ----- |
| 2010 | Blog                   | Laura     |       |
| 2022 | El juego de las llaves | Famosa    | Cameo |